# Wonder Boys
Pour plus de détails, voir Fiche technique et Distribution.
Wonder Boys ou Des garçons épatants au Québec est un film multinational réalisé par Curtis Hanson et sorti en 2000. Il s'agit de l'adaptation du roman du même nom de Michael Chabon.

## Synopsis
Sept ans après la parution de son premier roman, qui connut un immense succès et lui vaut une notoriété encore vivace, Grady Tripp n'a toujours rien publié d'autre. C'est son salaire de professeur de littérature qui le fait vivre. Plaqué par sa femme le matin même, il accueille son directeur littéraire, Terry Crabtree, venu le relancer à l'occasion du festival du livre de Pittsburgh. Le soir, tous deux assistent au cocktail offert par la directrice de l'université, Sarah Gaskell, maîtresse de Grady et épouse du supérieur hiérarchique de celui-ci, Walter. Alors qu'il prend l'air dans le jardin, Tripp tombe nez à nez avec l'un de ses étudiants, James Leer, garçon fragile, mythomane et auteur doué.

## Fiche technique
- Titre français et original : Wonder Boys
- Réalisation : Curtis Hanson
- Scénaristes : Steve Kloves, d'après le roman Wonder Boys de Michael Chabon
- Photographie : Dante Spinotti
- Musique : Christopher Young
- Montage : Dede Allen
- Décors : Jeannine Claudia Oppewall et Donald B. Woodruff
- Costumes : Beatrix Aruna Pasztor
- Producteurs : Curtis Hanson et Scott Rudin
- Société de production : British Broadcasting Corporation, Curtis Hanson Productions, MFF Feature Film Productions, Paramount Pictures, Scott Rudin Productions, Mutual Film Company, Toho-Towa et Tele München Fernseh Produktionsgesellschaft
- Sociétés de distribution : Paramount Pictures (États-Unis), Warner Bros. (France)
- Pays de production :  Royaume-Uni,  États-Unis,  Allemagne et  Japon
- Langue originale : anglais
- Format : Couleurs - 2,35:1 - DTS / Dolby Digital - 35 mm
- Budget : entre 35[1] et 55 000 000 USD[2]
- Genre : comédie dramatique
- Durée : 111 minutes
- Dates de sortie :
  - États-Unis : 25 février 2000
  - France : 10 janvier 2001

## Distribution
- Michael Douglas (VF : Patrick Floersheim ; VQ : Luis de Cespedes) : Grady Tripp
- Tobey Maguire (VF : Hervé Rey ; VQ : Benoît Éthier) : James Leer
- Frances McDormand (VF : Françoise Vallon ; VQ : Christine Séguin) : Sara Gaskell
- Robert Downey Jr. (VF : Bernard Gabay ; VQ : Daniel Lesourd) : Terry Grabtree
- Katie Holmes (VF : Alexandra Garijo ; VQ : Aline Pinsonneault) : Hannah Green
- Rip Torn (VF : Saïd Amadis ; VQ : Jean-Marie Moncelet) : Quentin « Q » Morewood
- Richard Knox (VF : Lionel Henry) : Vernon Hardapple
- Jane Adams : Oola
- Richard Thomas (VF : Pascal Germain) : Walter Gaskell
- Michael Cavadias (VF : Tanguy Goasdoué) : Miss Antonia Sloviak
- Philip Bosco (VF : Jean Negroni) : Hank
- Kelly Bishop : Amanda Leer
- James Ellroy : un invité à la fête (caméo)

Source et légende : Version française (VF) sur AlloDoublage

## Production

### Genèse et développement
Après L.A. Confidential (1997), Curtis Hanson souhaite travailler sur l'un de ses propres scénarios et lit d'autres scripts, à la recherche d'un sujet pour son prochain film. L'actrice Elizabeth McGovern lui conseille alors de travailler avec le scénariste Steve Kloves. Quand ce dernier lui donne le script de Wonder Boys et explique au réalisateur que Michael Douglas est intéressé pour le rôle principal. Curtis Hanson explique alors « Je suis tombé amoureux de ces personnages – et ils m'ont fait rire,. »
Avec ce film, le scénariste Steve Kloves revient aux affaires, après une absence de sept ans entre ce projet et Flesh and Bone (1993). Il adapte ici un roman de Michael Chabon notamment parce qu'il s'identifie au personnage de  Grady Tripp. Il envisageait un temps d'officier aussi comme réalisateur jusqu'à l'arrivée de Curtis Hanson.

### Attribution des rôles
Rob McElhenney avait été choisi pour incarner le petit ami de Hannah Green mais ses scènes ont été coupées au montage.
James Ellroy, auteur du roman L.A. Confidential que Curtis Hanson avait adapté pour son précédent film, fait une apparition dans le rôle d'un invité à la fête

### Tournage
Le tournage a lieu en en Pennsylvanie :Pittsburgh (aéroport international), Beaver, Rochester, Rostraver Township, Belle Vernon et les Pinnacle Studios de Trafford. Fait plutôt rare dans de telles productions, les scènes sont tournées dans l'ordre chronologique de l'histoire.

## Bande originale
La musique du film est composée par Christopher Young. Par ailleurs, l'album de la bande originale contient des chansons d'artistes comme Neil Young, Buffalo Springfield et Leonard Cohen. Grand fan de Bob Dylan depuis des années, Curtis Hanson parvient à convaincre l'artiste de participer à la bande originale. Il écrit notamment une chanson inédite, Things Have Changed, qui lui vaudra de remporter l'Oscar de la meilleure chanson originale.
Liste des titres
1. Things Have Changed - Bob Dylan (5:10)
2. A Child's Claim to Fame - Buffalo Springfield (2:12)
3. No Regrets - Tom Rush (3:52)
4. Old Man - Neil Young (3:23)
5. Shooting Star - Bob Dylan (3:09)
6. Reason to Believe – Tim Hardin (2:00)
7. Need Your Love So Bad - Little Willie John (2:17)
8. Not Dark Yet - Bob Dylan (6:30)
9. Slip Away - Clarence Carter (2:32)
10. Waiting for the Miracle - Leonard Cohen (7:43)
11. Buckets of Rain - Bob Dylan (3:23)
12. Watching the Wheels - John Lennon (3:32)
13. Philosophers Stone - Van Morrison (6:03)

## Accueil

### Critique
Le film reçoit des critiques globalement positives. Sur l'agrégateur américain Rotten Tomatoes, il récolte 81% d'opinions favorables pour 127 critiques et une note moyenne de 7,2⁄10. Le consensus suivant résume les critiques compilées par le site : « Michael Douglas et Tobey Maguire font des merveilles dans cette comédie noire intelligente ». Sur Metacritic, il obtient une note moyenne de 73⁄100 pour 36 critiques.
En France, le film obtient une note moyenne de 3,7⁄5 sur le site AlloCiné, qui recense 19 titres de presse.

### Box-office
Malgré des critiques généralement positives dans la presse, le film est un échec au box-office. Il ne totalise que 33 millions de dollars de recettes mondiales, soit moins que son budget estimé à 55 millions selon certaines sources.
Après la sortie du film, plusieurs journalistes pointent du doigt la campagne marketing américaine faite par Paramount Pictures. Joe Morgenstern du Wall Street Journal avait apprécié la performance de Michael Douglas mais critique l'affiche qui présente un très gros plan de l'acteur (« un rôle excentrique et raffiné, et il n'a jamais été aussi attrayant. (Ne vous laissez pas rebuter par l'affiche énigmatique du film, qui le fait ressembler à Michael J. Pollard. »). Kenneth Turan du Los Angeles Times avait été lui aussi été critique envers l'affiche. Curtis Hanson n'apprécie par trop l'affiche et avoue qu'elle fait penser que Michael Douglas « essaie de faire du Robin Williams ». Il ajoutera plus tard en interview : « Les raisons mêmes qui ont poussé Michael et moi-même à vouloir faire le film étaient les raisons pour lesquelles il était si difficile à commercialiser. Étant donné que les films sortent sur tant d'écrans à la fois, il faut un attrait instantané. Mais Wonder Boys n'est pas facilement réductible à une seule image ou à une ligne publicitaire accrocheuse. »
Quelque temps après les nominations aux Oscars 2001, la sortie en vidéo du film est repoussée et Wonder Boys ressort en salles aux Etats-Unis en novembre 2000,. Une nouvelle campagne marketing est créée avec de nouvelles affiches et une nouvelle bande-annonce mettant en avant tous les acteurs du films. Malgré des recettes supplémentaires, le film demeure un échec commercial.
| Pays ou région    | Box-office      | Date d'arrêt du box-office | Nombre de semaines |
| ----------------- | --------------- | -------------------------- | ------------------ |
| États-Unis Canada | 19 393 557 $    |                            |                    |
| France            | 146 690 entrées |                            | -                  |
| Total mondial     | 33 426 588 $    | -                          | -                  |

## Distinctions

### Récompenses
- Oscars du cinéma : meilleure chanson originale "Things Have Changed" (Bob Dylan)
- Boston Society of Film Critics Awards : meilleur scénario (Steve Kloves)
- Critics Choice Awards : meilleur scénario adapté (Steve Kloves) et meilleure actrice dans un rôle secondaire (Frances McDormand)
- Florida Film Critics Circle Awards : meilleure actrice dans un rôle secondaire (Frances McDormand)
- Golden Globes : meilleure chanson originale "Things Have Changed" (Bob Dylan)
- L.A. Outfest : Idole masculine au cinéma (Robert Downey Jr.)
- Las Vegas Film Critics Society Awards : meilleure chanson originale "Things Have Changed" (Bob Dylan) et meilleur scénario adapté (Steve Kloves)
- Los Angeles Film Critics Association Awards : meilleur acteur (Michael Douglas) et meilleure actrice dans un rôle secondaire (Frances McDormand)
- Satellite Awards : meilleur acteur dans un rôle principal - Comédie/comédie musicale (Michael Douglas)
- Southeastern Film Critics Association Awards : meilleur acteur (Michael Douglas)
- Toronto Film Critics Association Awards : meilleur acteur dans un rôle secondaire (Tobey Maguire)
- USC Scripter Award : meilleur scénario (Michael Chabon et Steve Kloves)

### Nominations
- Oscars du cinéma : meilleur montage (Dede Allen) et meilleur scénario adapté (Steve Kloves)
- Art Directors Guild : meilleure direction artistique
- BAFTA Awards : meilleur acteur dans un rôle principal (Michael Douglas) et meilleur scénario adapté (Steve Kloves)
- Critics Choice Awards : meilleur film
- Chicago Film Critics Association Awards : meilleur film, meilleur acteur (Michael Douglas) et meilleur scénario (Steve Kloves)
- Golden Globes : meilleur film, meilleur acteur dans un drame (Michael Douglas) et meilleur scénario (Steve Kloves)
- Grammy Awards : meilleure chanson écrite pour le cinéma ou la télévision Things Have Changed (Bob Dylan)
- Las Vegas Film Critics Society Awards : meilleur acteur (Michael Douglas) et meilleur montage (Dede Allen)
- London Critics Circle Film Awards : acteur de l'année (Michael Douglas) et scénariste de l'année (Steve Kloves)
- Online Film Critics Society Awards : meilleur acteur (Michael Douglas), meilleur casting et meilleur scénario (Steve Kloves)
- Phoenix Film Critics Society Awards : meilleur film, meilleur acteur dans un rôle principal (Michael Douglas), meilleure actrice dans un rôle secondaire (Frances McDormand), meilleur acteur dans un rôle secondaire (Tobey Maguire), meilleur réalisateur (Curtis Hanson), meilleure chanson originale Things Have Changed (Bob Dylan) et meilleur scénario adapté (Steve Kloves)
- Satellite Awards : meilleur film - Comédie/comédie musicale et meilleure chanson originale Things Have Changed (Bob Dylan)
- Teen Choice Awards : menteur préféré au cinéma (Tobey Maguire)
- Writers Guild of America : meilleur scénario adapté (Steve Kloves)